# Kamienica przy ulicy Archidiakońskiej 1 w Lublinie
Kamienica Archidiakońska 1 – zabytkowy zespół dwóch dwupiętrowych kamienic na Starym Mieście w Lublinie. Wpisana do rejestru zabytków pod numerem A/595 z dnia 26.07.1972. Została zbudowana w XVI wieku. Znajduje się w zwartym ciągu zabudowy ulicy Archidiakońskiej, pomiędzy zabytkowymi kamienicami numer 3 i Bazyliką św. Stanisława Biskupa Męczennika. Kamienica posiada trzy kondygnacje piwnic. 

## Historia
Kamienica przy ul. Archidiakońskiej 1 była po raz pierwszy notowana w znanych źródłach w roku 1522 jako własność Kasprowicza, który w 1544 roku odsprzedał część złotnikowi lubelskiemu Maciejowi Krajowskiem. W 1548 roku spadkobiercy Macieja odsprzedali kamienicę rajcy lubelskiemu Janowi Lubomelskiemu. Obiekt przechodził z rąk do rąk. W 1562 roku zostaje zakupiony przez Tomasza Wieczorka. Kamienica pozostawała własnością spadkobierców Wieczorka do początku XVII wieku. W 1608 roku odkupuje ją lubelski złotnik Jerzy Bach. W 1653 roku nowym właścicielem został złotnik Paweł Szpakowski. Od tego czasu kamienica nazywana była "Bachowską" lub "Szpakowską". W ciągu następnych ponad stu lat obiekt wielokrotnie zmieniał właścicieli. Około 1787 roku nastąpił podział kamienicy na dwa obiekty. Właścicielem jednego był Maciej Samborski, a drugiego rodzina Sawickich. W 1822 roku nowym właścicielem staje się Józef Bogdański. W 1841 roku syn Józefa Karol odsprzedaje swoją część Apolonii i Franciszkowi Kwiatkowskim, właścicielom pozostałej części. W 1871 kamienicę odkupuje Paulina Wyszomirska, która w 1877 roku odsprzedaje ją Wincentemu Talaczyńskiemu. Do 1920 roku dom przechodzi w ręce kolejnych właścicieli, aby ostatecznie stać się własnością Piotra i Marianny Milewskich. 
W 2003 roku w kamienicy wybuchł pożar i została wyłączona spod użytkowania. W 2012 roku jest w stanie częściowo zrujnowanym (brak klatki schodowej, częściowy brak dachu, zapadnięte stropy).